# Bence Dárdai
Bence Dárdai, né le 24 janvier 2006 à Berlin en Allemagne, est un footballeur allemand qui évolue au poste de milieu offensif au VfL Wolfsburg.

## Biographie

### En club
Né à Berlin en Allemagne, Bence Dárdai est notamment formé par le club local du Hertha Berlin, où il est considéré comme l'un des joueurs les plus prometteurs du club. En 2023 il commence à s'entraîner avec l'équipe première.
Lors de l'été 2024, Dárdai rejoint librement le VfL Wolfsburg. Le transfert est annoncé le 4 juin 2024 et il signe un contrat de longue durée avec les Loups.

### En sélection
En mai 2023, il est retenu avec les moins de 17 ans par le sélectionneur Christian Wück (en) afin de participer au Championnat d'Europe.
Il se fait notamment remarquer durant la phase de groupe, le 23 mai 2023 contre l'Écosse en délivrant une passe décisive pour Noah Darvich et en marquant un but. Il contribue ainsi à la victoire de son équipe (3-0 score final).
L'Allemagne atteint la finale de la compétition après sa victoire face à la Pologne le 30 mai 2023 (3-5 score final). Son équipe s'impose en finale face à la France après une séance de tirs au but, le 2 juin 2023.

## Vie privée
Bence Dárdai est le fils de l'ancien footballeur international hongrois Pál Dárdai. Il a deux frères aînés, Palkó Dárdai et Márton Dárdai, eux aussi footballeurs professionnels.

## Palmarès
Allemagne -17 ans
- Championnat d'Europe -17 ans
  - Vainqueur en 2023
- Coupe du monde des moins de 17 ans
  - Vainqueur en 2023